# 開心直航
《開心直航》（日语：ハッピーフライト），日本導演矢口史靖執導的電影作品。演員包括當紅青春偶像《我的機械人女友》綾瀨遙、實力派男演員《NaNa2》田邊誠一，以及日本至尊級諧星《交響情人夢》竹中直人客串演出。

## 演員
- 斎藤悦子(1980航班空服員)／ 綾瀨遙 主演／香港配音張頌欣
- 鈴木和博(1980航班副機長，當天正在進行機長考核)／ 田邊誠一／香港配音陳欣
- 原田典嘉(1980航班正機長及鈴木和博的評核員)／ 時任三郎／香港配音潘文柏
- 山崎麗子(1980航班座艙長)／ 寺島忍／香港配音黃玉娟
- 田中真里(1980航班空服員)／ 吹石一惠／香港配音程文意
- 木村菜採(地勤)／ 田畑智子／香港配音林元春
- 丸山重文(一直很緊張的乘客)／ 笹野高史／香港配音梁志達
- 高橋昌治(氣候觀察員)／ 岸部一德／香港配音朱子聰
- 清水利郎(脾氣火爆的乘客)／ 菅原大吉
- 小泉賢吾(維修部督導)／ 田中哲司／香港配音古明華
- 馬場光輝／ ベンガル
- 森田亮二(地勤經理)／田山涼成／香港配音梁志達
- 岡本福男(起飛前跑掉的乘客)／ 正名僕藏／香港配音蕭徽勇
- 岡本幸子(起飛前跑掉的乘客)／ 藤本静／香港配音謝潔貞
- 吉田美樹(地勤)／ 平岩紙／香港配音朱妙蘭
- 吉川雅司(預報員)／ 中村靖日
- 中島詩織(航管室正妹)／ 肘井美佳／香港配音魏惠娥
- 望月貞男(原1980航班正機長及鈴木和博的評核員，因感冒改為原田機長)／ 小日向文世／香港配音雷霆

1. . www.zoommovie.com.   [2024-12-07]. （原始内容存档于2024-12-07） （中文（中国大陆））.